# Naoko Sawamatsu
Naoko Sawamatsu (沢松奈生子?, Sawamatsu Naoko; Nishinomiya, 20 agosto 1973) è un'ex tennista giapponese.
Figlia d'arte, essendo nata da Junko Sawamatsu, è nipote di un'altra tennista ancora, Kazuko Sawamatsu.

## Biografia
Nota per la sua combattività, compensante una relativa mancanza di forza fisica, Naoko Sawamatsu è stata quasi ininterrottamente tra le top 30 del ranking mondiale dal 1989 al 1998, anno del suo ritiro. Nel 1995 ha raggiunto la quattordicesima posizione, suo miglior piazzamento.
Raramente battuta da avversarie meno quotate, ha riportato successi anche su Martina Hingis, Lindsay Davenport, Conchita Martínez, Amanda Coetzer e Mary Joe Fernández.
Ha regolarmente rappresentato il suo Paese in Federation Cup, raggiungendo i quarti di finale nel 1994 insieme a Kimiko Date ed altre connazionali. Nel 1992 e nel 1996 ha partecipato alle Olimpiadi come singolarista, fermandosi rispettivamente al primo turno e al secondo turno.
Naoko Sawamatsu si è aggiudicata quattro tornei WTA come singolarista.